# Lista dróg krajowych w Niemczech

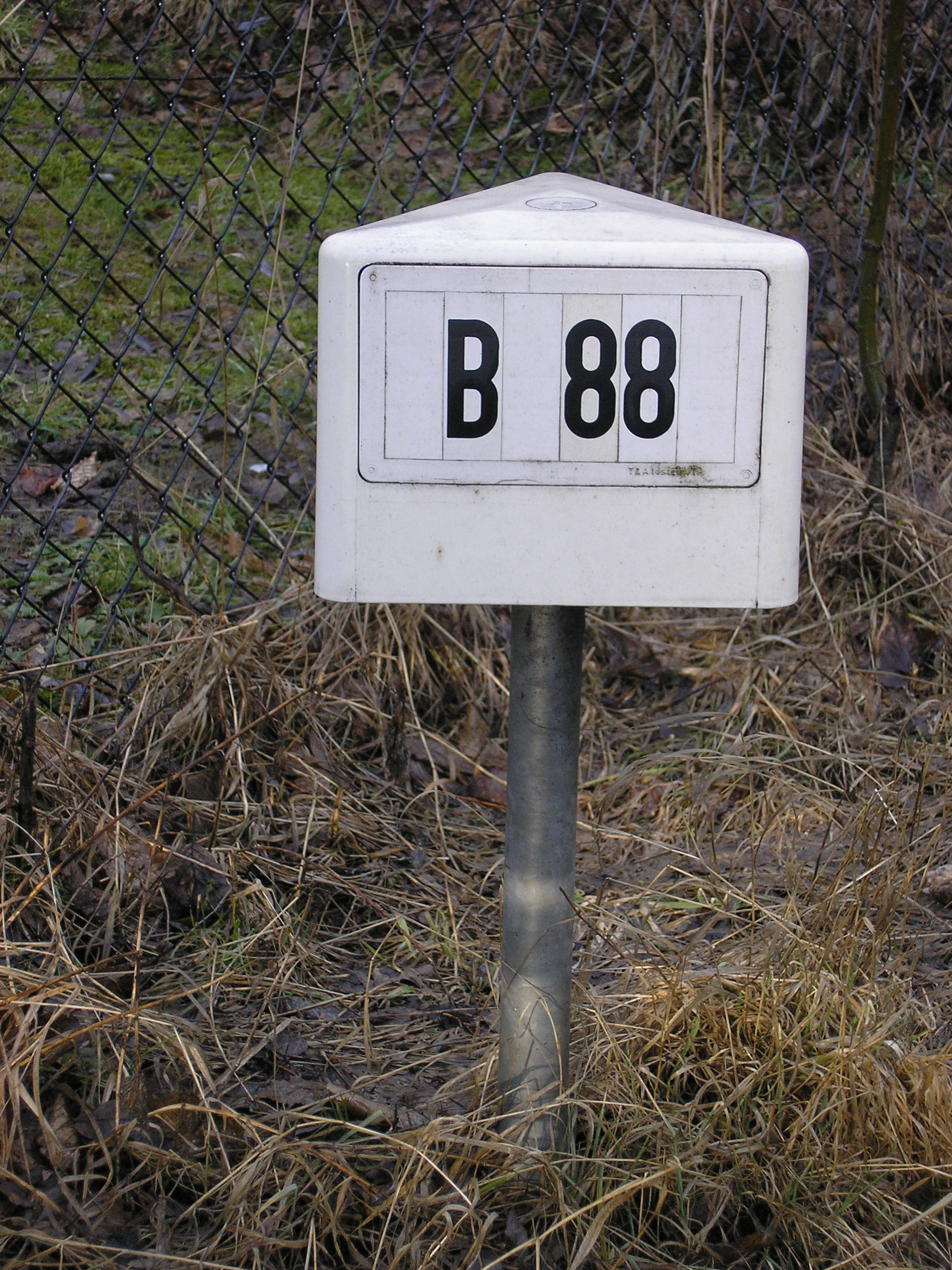
Inny sposób znakowania dróg krajowych w Niemczech. Zawiera informacje o kilometrze drogi.

Lista dróg krajowych w Niemczech (niem. Liste der Bundesstraßen in Deutschland). Oznakowane numerami od 1 do 999 z literą B (np. B2).
Drogi krajowe w Niemczech służą krajowej i międzynarodowej komunikacji pomiędzy dużymi miastami. Miejscami są rozbudowane do dróg ekspresowych. Dzięki dobrze rozbudowanej sieci autostrad w Niemczech, drogi krajowe nie są zbyt zatłoczone i mogą stanowić alternatywny sposób na podróżowanie po Niemczech.
Według stanu na 1 stycznia 2020 roku długość niemieckich dróg krajowych wynosi 37842 km.

## Historia
17 stycznia 1932 wprowadzono w Niemczech obecnie obowiązujący system numeracji. Cyframi od 1 do 9 oznakowano drogi przecinające kraj we wszystkich kierunkach, tworząc w ten sposób siatkę podstawową. Numery dwu- i trzycyfrowe nadawano systematycznie od południa na północ, a następnie z zachodu na wschód. Pierwszy etap numeracji zakończono na numerze 138.
W 1934 wyodrębniono drogi przebiegające przez teren całej Rzeszy, znakując je po raz pierwszy żółtą tabliczką i dodając literę R przed numerem. W latach 1934 – 1937, w drugim etapie, ponumerowano drogi numerami od 139 do 327, tym razem ze wschodu na zachód. Numery 328 do 432 przyznawano w okresie od 1938 roku do końca wojny.
Część numerów zniknęła z map w wyniku strat terytorialnych Niemiec po II wojnie światowej.
Po drugiej wojnie światowej nadawano numery od 399, ale tylko na terenie Niemiec Zachodnich.

## Lista dróg

### B1 – B99
| - B 1 - B 1a - B 2 - B 2a - B 2R - B 3 - B 4 - B 4R - B 5 - B 6 - B 6n - B 7 - B 7a - B 8 - B 9 - B 10 - B 11 - B 11a - B 12 | - B 13 - B 14 - B 15 - B 16 - B 16a - B 17 - B 18 - B 19 - B 20 - B 21 - B 22 - B 23 - B 25 - B 26 - B 26a - B 27 - B 27a - B 28 - B 28a | - B 29 - B 30 - B 31 - B 31a - B 32 - B 33 - B 33a - B 34 - B 35 - B 36 - B 37 - B 38 - B 38a - B 39 - B 40 - B 41 - B 42 - B 43 - B 43a | - B 44 - B 45 - B 46 - B 47 - B 47n - B 48 - B 49 - B 50 - B 51 - B 52 - B 53 - B 54 - B 54n - B 55 - B 55a - B 56 - B 56n - B 57 - B 58 | - B 59 - B 61 - B 62 - B 62n - B 63 - B 64 - B 65 - B 66 - B 66n - B 67 - B 68 - B 69 - B 70 - B 71 - B 72 - B 73 - B 74 - B 75 - B 76 | - B 77 - B 79 - B 80 - B 81 - B 82 - B 83 - B 84 - B 85 - B 86 - B 87 - B 88 - B 89 - B 90 - B 91 - B 92 - B 93 - B 94 - B 95 - B 96 | - B 96a - B 96b - B 96n - B 97 - B 98 - B 99 |

### B100 – B199
| - B 100 - B 101 - B 102 - B 103 - B 104 - B 105 - B 106 - B 107 - B 108 - B 109 - B 110 - B 111 - B 112 - B 112n | - B 115 - B 156 - B 158 - B 166 - B 167 - B 168 - B 169 - B 170 - B 171 - B 172 - B 172a - B 172b - B 173 - B 174 | - B 175 - B 176 - B 178 - B 178n - B 179 - B 180 - B 181 - B 182 - B 183 - B 183a - B 184 - B 185 - B 186 - B 187 | - B 187a - B 188 - B 189 - B 190 - B 191 - B 192 - B 193 - B 194 - B 195 - B 196 - B 197 - B 198 - B 199 |

### B200 – B299
| - B 200 - B 201 - B 202 - B 203 - B 204 - B 205 - B 206 - B 207 - B 208 - B 209 - B 210 - B 211 - B 212 - B 212n - B 213 - B 214 - B 215 - B 216 - B 217 - B 218 - B 219 - B 220 | - B 221 - B 222 - B 223 - B 224 - B 225 - B 226 - B 227 - B 227n - B 228 - B 229 - B 230 - B 231 - B 232 - B 233 - B 234 - B 235 - B 236 - B 237 - B 238 - B 239 - B 240 - B 241 | - B 242 - B 243 - B 243a - B 244 - B 245 - B 245a - B 246 - B 246a - B 247 - B 248 - B 248a - B 249 - B 250 - B 251 - B 252 - B 253 - B 254 - B 255 - B 256 - B 257 - B 258 - B 259 | - B 260 - B 261 - B 262 - B 263 - B 264 - B 265 - B 266 - B 267 - B 268 - B 269 - B 270 - B 271 - B 272 - B 273 - B 274 - B 275 - B 276 - B 277 - B 277a - B 278 - B 279 - B 280 | - B 281 - B 281a - B 282 - B 283 - B 284 - B 285 - B 286 - B 287 - B 288 - B 289 - B 289n - B 290 - B 291 - B 292 - B 293 - B 294 - B 295 - B 296 - B 297 - B 298 - B 299 - B 299a |

### B300 – B399
| - B 300 - B 301 - B 303 - B 304 - B 305 - B 306 - B 307 - B 308 - B 309 - B 310 | - B 311 - B 312 - B 313 - B 314 - B 315 - B 316 - B 317 - B 318 - B 319 - B 320 | - B 321 - B 322 - B 323 - B 324 - B 326 - B 327 - B 378 - B 388 - B 399 |

### B400 – B499
| - B 400 - B 401 - B 402 - B 403 - B 404 - B 405 - B 406 - B 407 - B 408 - B 410 - B 411 - B 412 - B 413 - B 414 - B 415 - B 416 | - B 417 - B 418 - B 419 - B 420 - B 421 - B 422 - B 423 - B 424 - B 426 - B 427 - B 428 - B 429 - B 430 - B 431 - B 432 - B 433 | - B 436 - B 437 - B 438 - B 439 - B 440 - B 441 - B 442 - B 443 - B 444 - B 445 - B 446 - B 447 - B 448 - B 449 - B 450 - B 451 | - B 452 - B 453 - B 454 - B 455 - B 456 - B 457 - B 458 - B 459 - B 460 - B 461 - B 462 - B 463 - B 464 - B 465 - B 466 - B 466a | - B 467 - B 468 - B 469 - B 470 - B 471 - B 472 - B 473 - B 474 - B 474n - B 475 - B 476 - B 477 - B 478 - B 480 - B 481 - B 482 | - B 483 - B 484 - B 485 - B 486 - B 487 - B 488 - B 489 - B 491 - B 492 - B 493 - B 494 - B 495 - B 496 - B 497 - B 498 - B 499 |

### B500 – B588
| - B 500 - B 501 - B 502 - B 503 - B 504 - B 505 - B 506 - B 507 - B 508 - B 509 | - B 510 - B 511 - B 512 - B 513 - B 514 - B 515 - B 516 - B 517 - B 518 - B 519 | - B 520 - B 521 - B 522 - B 523 - B 525 - B 528 - B 532 - B 533 - B 535 - B 588 |

### B611
Ta droga znajduje się obecnie w fazie projektowej.
- B 611

### B999
Oznakowanie to jest wykorzystywane jako zastępcze dla dróg w fazie planowania.

### B E – B Z
Takie oznakowania stosowane były dla objazdów dróg krajowych na terenie dawnego Berlina Zachodniego.